# Alexander Jewgenjewitsch Tschernikow
Alexander Jewgenjewitsch Tschernikow (russisch Александр Евгеньевич Черников; * 1. Februar 2000 in Wysselki) ist ein russischer Fußballspieler.

## Karriere

### Verein
Tschernikow begann seine Karriere beim FK Krasnodar. Im März 2018 debütierte er für die zweite Mannschaft von Krasnodar in der drittklassigen Perwenstwo PFL. Bis zum Ende der Saison 2017/18 kam er zu drei Einsätzen in der dritten Liga, mit Krasnodar-2 stieg er zu Saisonende in die Perwenstwo FNL auf. Im Juli 2018 debütierte er gegen den FK SKA-Chabarowsk in der zweithöchsten Spielklasse. Im März 2019 stand er gegen Lokomotive Moskau erstmals im Kader der ersten Mannschaft. In der Saison 2018/19 kam er zu 21 Zweitligaeinsätzen für Krasnodar-2, zudem absolvierte er eine Partie für die nun drittklassige Drittmannschaft.
Im September 2019 debütierte er im Cup gegen den FK Nischni Nowgorod für die erste Mannschaft Krasnodars. Sein Debüt in der Premjer-Liga gab Tschernikow im März 2020, als er am 20. Spieltag der Saison 2019/20 gegen den FK Ufa in der Startelf stand. In der Saison 2019/20 kam er insgesamt zu sechs Einsätzen in der Premjer-Liga, 15 für Krasnodar-2 und zwei für Krasnodar-3.

### Nationalmannschaft
Tschernikow spielte für die russischen U-16-, U-18-, U-19-, U-20- und U-21-Teams. Im November 2023 debütierte er in einem Testspiel gegen Kuba für die A-Nationalmannschaft.